# Gigapxl Project
Gigapxl Project je projekt, ve kterém je užíváno technik ultra vysokého rozlišení v oblasti velkoformátové fotografie, který začal na konci roku 2000 na popud fyzika na penzi Grahama Flinta.
Pomocí důkladné analýzy všech aspektů, které ovlivňují proces fotografování od snímání po tisk obrazu, byl vyvinut speciální fotoaparát a související postupy. S jejich použitím se podařilo dosáhnout čtyřgigapixelového (4000 megapixelů) rozlišení po naskenování negativu o rozměrech cca 23×46 cm. Výsledná fotografie byla poté vytištěna na 244×488cm velký čtyřsložkový panel.
Využitím tohoto technického zařízení v krajinné fotografii usiluje tým o nasnímání Ameriky v ultra vysokém rozlišení. Tento projekt pojmenovali Portrait of America. Google začal v srpnu roku 2007 zařazovat fotografie tohoto projektu do svého 3D virtuálního prostředí Google Earth.